# Haploeax latefasciata
Haploeax latefasciata är en skalbaggsart som beskrevs av Stefan von Breuning 1952. Haploeax latefasciata ingår i släktet Haploeax och familjen långhorningar. Inga underarter finns listade i Catalogue of Life.